# Da Barbiano

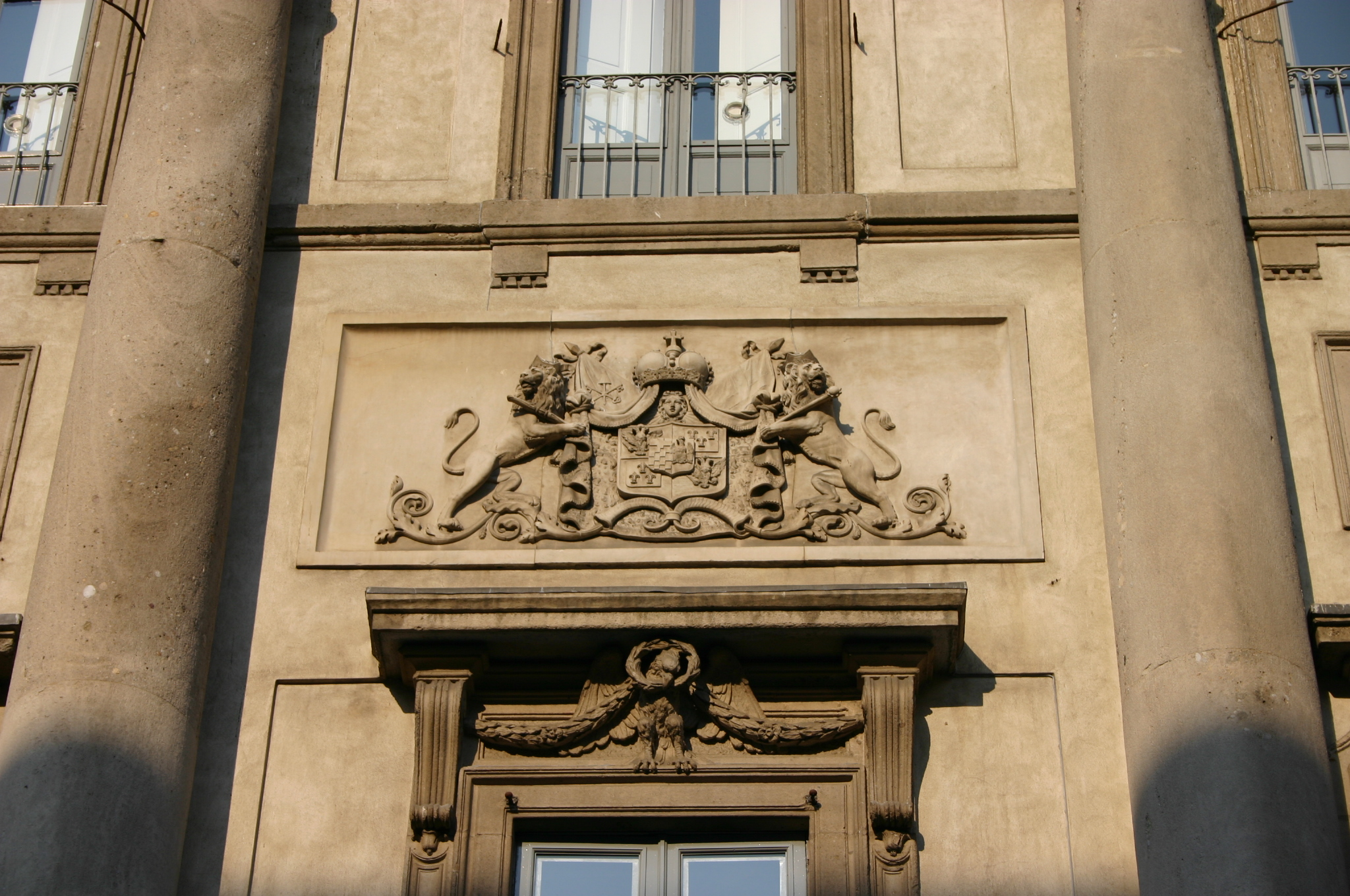
Stemma dei Principi Belgiojoso sul Palazzo Belgioioso di Milano

I Barbiano, o da Barbiano, sono una famiglia nobile dell'Italia settentrionale, attestata dal Medioevo; anche, dal XV secolo, come Barbiano di Belgioioso (o Belgiojoso).
La famiglia è considerata di discendenza carolingia e fu imparentata con i signori di Imola, Carrara, Faenza e Ravenna.
La famiglia è ricordata da Dante nel Purgatorio con l'antico predicato feudale Cunio.
Ebbe rinomanza in particolare fra il Trecento e il Cinquecento grazie all'attività di condottieri, militari, politici e diplomatici. Nel Quattrocento si trasferì in Lombardia, dove ottenne il feudo di Belgiojoso e, nel 1769, il titolo principesco.

## Biografia

### Origini
Alcuni storiografi fanno risalire l'origine della famiglia ad un Everardo (o Eberardo), figlio del re longobardo Desiderio, che ricevette il titolo di Conte di Cunio.
I Cunio risiedettero in una rocca posta nelle vicinanze del fiume Senio, nella Bassa Romagna. Nel 1296 la rocca di Cunio fu completamente distrutta dai faentini, loro storici nemici. I conti si trasferirono nella vicina Barbiano, iniziando una nuova discendenza.

### Condottieri romagnoli

Stendardo conferito da papa Urbano VI ad Alberico da Barbiano.

Dopo il trasferimento dei Cunio a Barbiano (1296), la nuova discendenza fu iniziata da Rainiero.
Nella Descriptio provinciæ Romandiolæ, censimento fiscale dei territori settentrionali dello Stato della Chiesa redatto nel 1371, è menzionato Pietro conte di Cunio e signore di Zagonara. Suo nipote Alidosio militò nella "condotta" di Guido da Vimercate per conto di Bernabò Visconti, signore di Milano. Morì nella difesa del castello di famiglia, assaltato nel maggio 1385 da milizie bolognesi e ferraresi.
I due figli legittimi di Alidosio, Giovanni e Alberico, seguirono le orme paterne: il primo miliò sotto Venezia, mentre il secondo, che divenne il personaggio più illustre della famiglia, fu al soldo del papa Urbano VI (da cui ottenne l'ampliamento dei feudi romagnoli), di Gian Galeazzo Visconti e del re Ladislao I di Napoli. La figlia femmina, Lippa, andò in sposa ad Obizzo Pepoli. Pochi giorni dopo l'assalto del 1385, Giovanni ed Alberico intervennero a difesa del castello: seppellirono il padre, poi catturarono tutti i miliziani bolognesi e il comandante ferrarese.
Condottiero e capitano di ventura, Alberico da Barbiano fondò la compagnia di San Giorgio, prima compagnia di ventura interamente composta da milizie italiane, in un'epoca in cui nella penisola dominavano eserciti composti da soldati stranieri, ed è quindi ritenuto dai cronisti del tempo e dagli storici dei secoli successivi il primo restauratore della milizia italiana. Nel 1379 fu chiamato da papa Urbano VI e da Caterina da Siena a schierarsi in difesa di Roma contro i bretoni. Nella battaglia di Marino tra papato e bretoni riuscì a sconfiggere il nemico straniero ottenendo il titolo di "cavaliere di Cristo" e la carica di "senatore dello Stato della Chiesa. Il papa gli conferì inoltre un grande stendardo bianco attraversato da una croce rossa con la dicitura "LI. IT. AB EXT." ("liberata Italia ab exteris", ovvero "liberata l'Italia dagli stranieri"), che divenne il motto della famiglia e parte dello stemma del casato.
Nel 1403 papa Bonifacio IX nominò legato per Bologna e la Romagna il cardinale Baldassarre Cossa, affidandogli l'incarico di recuperare i territori perduti dalla Chiesa. Alberico, capitano delle milizie pontificie in Romagna, ne approfitta per assaltare Faenza, dominata dai Manfredi. La città cede e i Manfredi partono per l'esilio a Rimini (1404).
Nel 1405 i Da Barbiano possedevano i seguenti castelli: Barbiano, Zagonara, Lugo, Massa Lombarda, Cotignola, Granarolo, Riolo, Castel Bolognese e, nell'imolese, Tossignano, Monte Catone, Dozza e Fiagnano. Quell'anno cominciò uno scontro con il legato pontificio che, in capo a pochi anni, segnò il destino del castello di famiglia. Bologna era stata colpita da una grave carestia. Il cardinale aveva acquistato una grossa partita di grano nelle Marche. Il carico, diretto a Bologna, passò dalla Romagna. Qui fu intercettato da Alberico e non giunse mai nel capoluogo felsineo. Il legato pontificio si recò di persona a trattare con il condottiero. Alberico chiese al Cossa 10.000 ducati d'oro e la conferma dei castelli che possedeva. Il cardinale rifiutò la proposta e trovò un accordo con Firenze.
Convocato un consiglio generale a Bologna, Baldassarre Cossa dichiarò guerra ad Alberico. Le milizie bolognesi attaccarono i possedimenti dei Da Barbiano. Furono prese: Dozza, Castel Bolognese e Massa Lombarda (luglio 1405). In settembre le due parti concordarono una tregua. Nel 1408 Alberico fu chiamato a Napoli da re Ladislao e lasciò la Romagna. Nello stesso anno il cardinale Cossa scampò a una congiura; i colpevoli furono mandati a morte. Tra essi vi era Manfredo, uno dei figli di Alberico, che si rifugiò nella rocca di Castel Bolognese. In ottobre la rocca venne espugnata dalle milizie della Chiesa e abbattuta; Manfredo scampò alla cattura fuggendo a Lugo. Il fratello Lodovico si pose al fianco del legato pontificio ed assediò la rocca di Lugo. Manfredo fuggì di nuovo e riparò in Puglia, dove raggiunse il padre Alberico. Il legato pontificio assegnò al fratello Lodovico la titolarità dei castelli che rimanevano in possesso della famiglia: Zagonara, Guercinoro, Sant'Agata e Massa Lombarda (12 novembre 1408). Successivamente le milizie della Chiesa ottennero Riolo e Tossignano.
Nel 1409 il Cossa radunò il maggior numero possibile di uomini in armi e di pezzi d'artiglieria e mosse verso Barbiano, deciso ad assediare il castello. Il 16 maggio ottenne la resa. Successivamente occupò Cotignola e Solarolo. In giugno ordinò l'abbattimento del castello, che fu raso al suolo. Per gli incroci del destino, nello stesso periodo Alberico trovò la morte in Etruria; non poté quindi tornare in Romagna per difendere la propria città.
Uno dei figli di Lodovico, Alberico II, si distinse dapprima al servizio di Bologna e del papa, poi di Venezia, di Siena e soprattutto del duca di Milano Filippo Maria Visconti, dal quale ottenne il 29 novembre 1431 il castello di Belgiojoso, un vasto feudo nei pressi di Pavia. Qualche anno dopo venne inviato in Romagna a combattere contro fiorentini e veneziani, alleati tra loro e col papa. Vinse la prima battaglia, presso Castel Bolognese, ma i nemici si riorganizzarono e, assegnato il comando a Francesco Sforza, sconfissero i milanesi. Alberico si asserragliò dentro la rocca di Lugo ma, dopo un lungo assedio, dovette arrendersi (1436).

L'anno seguente papa Eugenio IV concesse Lugo in feudo al fedele alleato Nicolò III d'Este. Seguirono nel 1440 Massa Lombarda, Bagnacavallo e Conselice. I Da Barbiano persero così tutti i territori posseduti in Romagna.

### Trasferimento in Lombardia
Nel 1431 la famiglia, retta da Alberico II, figlio di Lodovico fu cacciata dalle milizie milanesi da Lugo e costretta a lasciare la Romagna per trasferirsi in Lombardia, stabilendosi nel feudo di loro possesso di Belgioioso presso Pavia, aggiungendo dal 1514 la dicitura "di Belgiojoso" al proprio cognome.
Nel 1514 Carlo da Barbiano abbinò il nome del borgo al proprio cognome e sotto la dicitura "Barbiano di Belgiojoso" la famiglia fu iscritta nel 1566 nel patriziato milanese, oltre che insignita del titolo di “Grandi di Spagna” e di "Principi" poi (1796).
Carlo, nipote di Alberico II, fu governatore di Pavia e ambasciatore sforzesco alla corte di Francia; suo figlio Ludovico fu fatto da Carlo V governatore di Milano, mentre Pierfrancesco fu governatore di Lodi e Cremona e capitano di Milano. Questi due fratelli aggiunsero ai vari possessi della famiglia le signorie di San Colombano al Lambro e di Confienza.
Nel 1606 si diramò in due rami, che discendono dai fratelli Alberico e Galeotto, figli di Ludovico (1556-1590), poeta e musicante, dotto nelle lingue greca ed ebraica, cavaliere di sant'Jago, a sua volta figlio di Piefrancesco.
Un altro figlio di Ludovico, Giovan Giacomo (1565-1626), combatté nelle Fiandre come commissario generale di cavalleria spagnola.
Il castello di Belgioioso fu trasformato una dimora principesca: vi venne imprigionato il re di Francia Francesco I, sconfitto dall'esercito imperiale nella battaglia di Pavia del 1525. La famiglia promosse l'agricoltura nel territorio circostante e intorno al castello si sviluppò un borgo.
A Milano il palazzo familiare è opera settecentesca dell'architetto Giuseppe Piermarini, di stile neoclassico, in seguito residenza dei marchesi Brivio Sforza, mentre il castello di Belgioioso, che in parte mantiene l'originaria fisionomia trecentesca, fu rimodellato nel XVIII secolo su progetto di Francesco Croce prima e di Leopoldo Pollack poi.
Antonio (1693-1779), ambasciatore, ciambellano e consigliere imperiale, ottenne nel 1769 dall'imperatore Giuseppe II il titolo di principe del Sacro Romano Impero e di Belgiojoso, con il diritto di battere moneta d'oro e d'argento con la propria effigie.
Il figlio secondogenito di Antonio, Ludovico (1728-1801) intraprese la carriera diplomatica e fu ministro plenipotenziario austriaco in Svezia nel 1765, ambasciatore imperiale a Londra nel 1769 e vicegovernatore dei Paesi Bassi austriaci dal 1784 al 1787. A lui si deve la costruzione della Villa Belgiojoso a Milano, opera di Leopoldo Pollack e terminata nel 1796, che in seguito fu dimora di Napoleone Bonaparte e successivamente del viceré Eugenio di Beauharnais.

### Principi Belgiojoso-Este

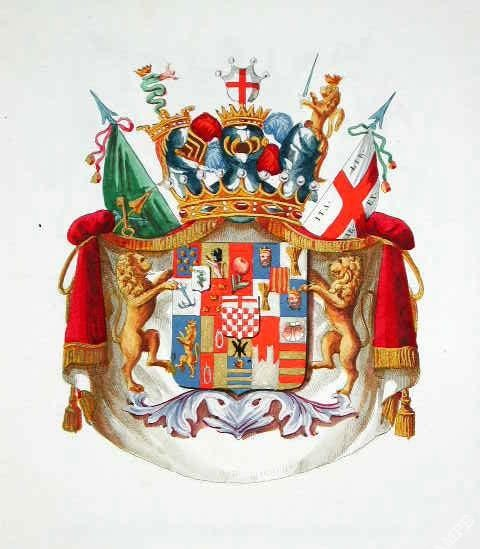
Lo stemma dei Barbiano di Belgioioso-Este.

Il figlio primogenito del principe Antonio, Alberico XII (1725-1813), fu identificato da alcuni con il "giovin signore" de Il giorno di Giuseppe Parini. Fu consigliere imperiale, generale, cavaliere del Toson d'oro e della Corona ferrea e primo prefetto dell'accademia di Brera.
Fu amico di artisti e di letterati (tra cui Foscolo e lo stesso Parini) e bibliofilo: la sua biblioteca e la sua raccolta di stampe sono ora conservate alla Biblioteca Trivulziana di Milano.
Avendo sposato Anna Ricciarda d'Este, figlia di Carlo Filiberto II d'Este di San Martino ed erede del vicariato di Belgioioso (che prendeva nome da tale località ma non la comprendeva, avendo per capoluogo Corteolona), unì alla propria signoria quella della moglie e associò al nome della famiglia quello della consorte, assumendo il cognome "Barbiano di Belgiojoso-Este".
Ottennero successivamente il titolo di Principi di Belgiojoso-Este suo figlio Rinaldo, ciambellano imperiale, e i suoi nipoti Emilio (marito di Cristina Trivulzio, patriota italiana dell'Ottocento), Luigi e Antonio Alberico; con il figlio di quest'ultimo, Emilio (deceduto nel 1944) il ramo principesco della famiglia si estinse. Con la dipartita della consorte Maddalena, nata viscontessa Desmaniet de Biesme, il 6 settembre 1951 a San Colombano al Lambro, il castello Belgiojoso, ivi ubicato, venne donato all'Università Cattolica del Sacro Cuore di Milano (maniero attualmente proprietà del Comune).

## Linea comitale (linea comitale o Barbiano Boccardi Quarterio)

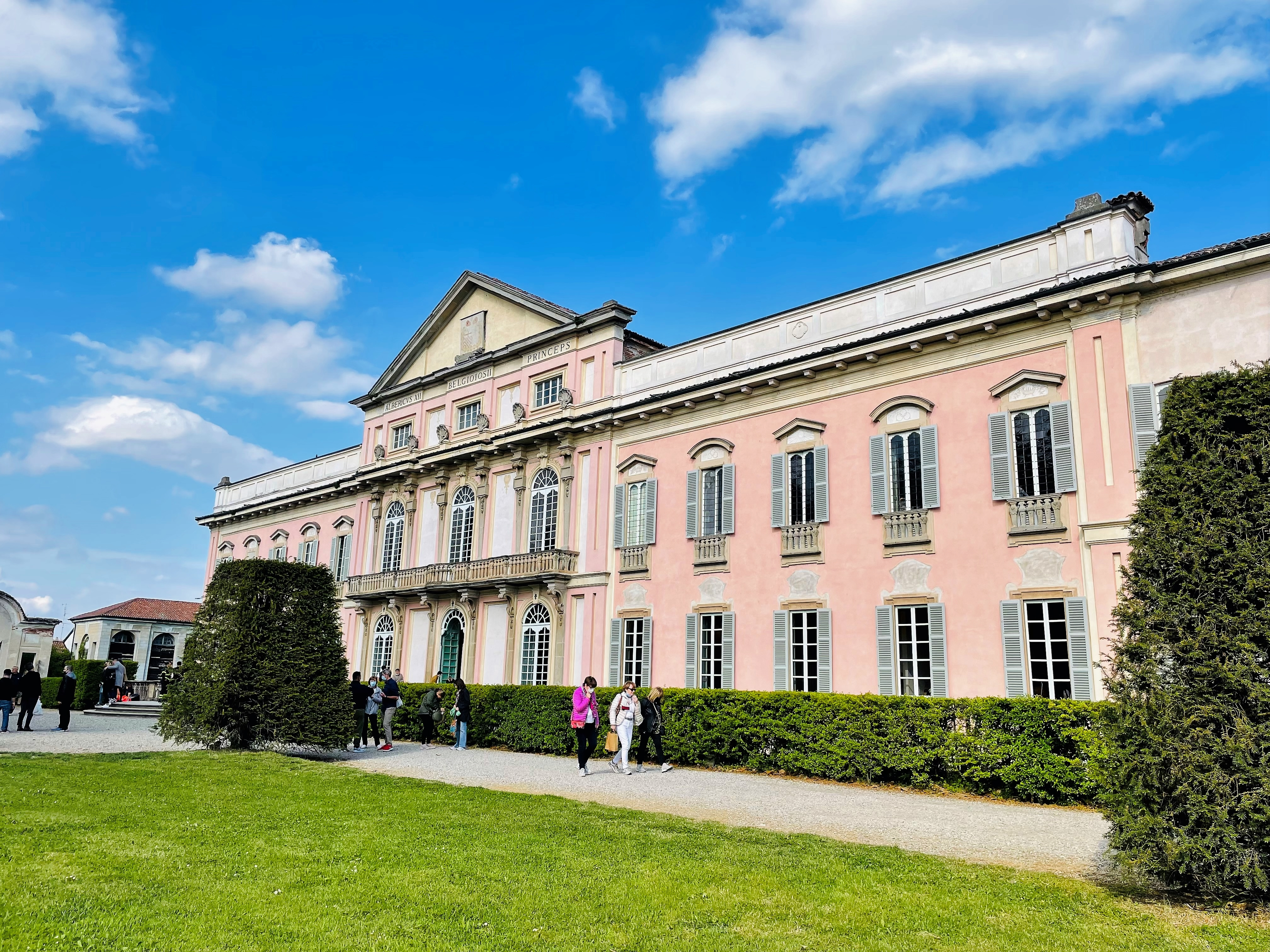
La facciata occidentale del castello di Belgioioso.

Il ramo cadetto di linea comitale, discende da Galeotto Barbiano di Belgiojoso (1568-1626), nipote di Pierfrancesco il quale, ex uxore, ottenne il diritto di aggiungere al proprio i cognomi Boccardi Quarterio per acquisire l'eredità di quelle casate. Il ramo familiare è stato attivo nella città di Milano e nell'Ordine di Malta col titolo di conti di Belgioioso. I membri della famiglia parteciparono e si distinsero particolarmente nelle guerre d'indipendenza italiane.
Alla famiglia appartennero:
- Francesco (1748-1829), VIII conte di Belgioioso, uno dei "LX decurioni" di Milano ostaggio dei francesi nel 1796 e componente dal 1816 del consiglio comunale di Milano.
- Luigi Barbiano di Belgiojoso (1803-1882), patriota, primo podestà di Milano nel 1859 per decreto di Vittorio Emanuele II e senatore del Regno d'Italia nel 1860.
- Carlo Barbiano di Belgiojoso (1815-1881), pittore della scuola dell'Hayez e romanziere, presidente dell'accademia di Brera a Milano e senatore nel 1875.
- Scipione (1902-1991), XV conte di Belgioioso, cugino del precedente, notaio, sindaco di Erba, fondatore del CLN di Erba, gran croce in obbedienza del SMO di Malta e delegato granpriorale di Lombardia
- Lodovico (1909-2004), XVI conte di Belgioioso, cugino del precedente, architetto e fondatore dello studio BBPR, autore della Torre Velasca di Milano e del restauro del Palazzo Reale nonché del Castello sforzesco di Milano, membro della Royal Society of Arts di Londra, poeta e partigiano liberale deportato nel campo di concentramento nazista di Mauthausen durante la seconda guerra mondiale
- Giuseppe Barbiano di Belgiojoso (1924-2022) consigliere comunale DC a Milano negli anni sessanta e vicepresidente del Teatro alla Scala nei decenni settanta/ottanta.
- Gaetano Barbiano di Belgiojoso (1927 - 2017), presidente dell'Associazione dimore storiche italiane (ADSI), della Società storica lombarda; presidente del Circolo dell’Unione di Milano; fondatore dell’Associazione Carlo Cattaneo di Lugano per l’incremento dei rapporti culturali tra Italia e Svizzera; fondatore degli “Amici di Milano”[14].

La biblioteca e l'archivio dei Barbiano di Belgiojoso confluirono nel 1864 nella Biblioteca Trivulziana.
La collezione Belgiojoso di pittura fiamminga e olandese del Seicento, raccolta dal conte Lodovico, è esposta presso le Civiche collezioni d'arte nel Castello Sforzesco di Milano.

## Titoli nobiliari
- In Romagna: conti di Cunio, signori di Barbiano, Lugo e Zagonara.
- In Lombardia: principi del Sacro Romano Impero, principi di Belgiojoso, grandi di Spagna, marchesi d'Este e di Grumello, conti e signori di Belgiojoso, conti del Sacro Romano Impero, consignori del vicariato di Belgiojoso, signori di Merlino, Confienza e San Colombano, patrizi di Milano (con trattamento di don e donna).

I Belgiojoso associarono in passato per la linea principesca il cognome Visconti-Trivulzio, mentre per quella comitale il cognome Boccardi-Quarterio.

## Conti di Belgioioso
- Galeotto (1570-1626), I conte di Belgioioso;
- Lodovico (1611-1632), II conte di Belgioioso;
- Francesco (1614-1670), III conte di Belgioioso, fratello del precedente;
- Giovanni Guglielmo (1639-1691), IV conte di Belgioioso;
- Galeotto (1643-1705), V conte di Belgioioso, fratello del precedente;
- Francesco (1679-1749), VI conte di Belgioioso;
- Galeotto (1713-1796), VII conte di Belgioioso;
- Francesco (1748-1829), VIII conte di Belgioioso;
- Galeotto (1781-1836), IX conte di Belgioioso;
- Giuseppe (1814-1895), X conte di Belgioioso;
- Giuseppe (1872-1911), XI conte di Belgioioso, nipote del precedente;
- Eugenio (1879-1955), XII conte di Belgioioso, fratello del precedente;
- Carlo (1877-1959), XIII conte di Belgioioso, cugino del precedente;
- Giampiero (1911-1983), XIV conte di Belgioioso;
- Scipione (1902-1991), XV conte di Belgioioso, cugino del precedente;
- Lodovico (1909-2004), XVI conte di Belgioioso, cugino del precedente;
- Alberico (n. 1938), XVII conte di Belgioioso.

## Principi di Belgioioso (1769-1944)
- Antonio Barbiano di Belgiojoso, I principe di Belgioioso (1693-1779);
- Alberico Barbiano di Belgiojoso, II principe di Belgioioso (1727-1813);
- Rinaldo Alberico Barbiano di Belgiojoso d'Este, III principe di Belgioioso (1760-1823);
- Emilio Barbiano di Belgiojoso d'Este, IV principe di Belgioioso (1800-1858);
- Luigi Alidosio Barbiano di Belgiojoso d'Este, V principe di Belgioioso (1801-1862);
- Antonio Alberico Barbiano di Belgiojoso d'Este, VI principe di Belgioioso (1804-1882);
- Emilio Barbiano di Belgiojoso d'Este, VII principe di Belgioioso (1855-1944).

## Albero genealogico della famiglia da Barbiano e Barbiano di Belgioioso
Sono riportati i membri titolati della famiglia.
|                                                 |                                                 |                                 |                                 | | |                                                                |                                                                   |                                                                            |                                                                            |                                                                           |                                         | | | | |                                                                          | | |                                                                     |                                                                                         | | |                                                                                              |                                                                                              | | |                                                                              |                                                 |                                               |                                                                       |                                                                       |                                               |                                                        |                                                        |
|                                                 |                                                 |                                 |                                 | | |                                                                |                                                                   |                                                                            |                                                                            |                                                                           |                                         | | | | |                                                                          | | |                                                                     |                                                                                         | | |                                                                                              |                                                                                              | | | Alberico *? †1365 ?                                                          |                                                 |                                               |                                                                       |                                                                       |                                               |                                                        |                                                        |
|                                                 |                                                 |                                 |                                 | | |                                                                |                                                                   |                                                                            |                                                                            |                                                                           |                                         | | | | |                                                                          | | |                                                                     |                                                                                         | | |                                                                                              |                                                                                              | | |                                                                              |                                                 |                                               |                                                                       |                                                                       |                                               |                                                        |                                                        |
|                                                 |                                                 |                                 |                                 | | |                                                                |                                                                   |                                                                            |                                                                            |                                                                           |                                         | | | | |                                                                          | | |                                                                     |                                                                                         | | |                                                                                              |                                                                                              | | |                                                                              |                                                 |                                               |                                                                       |                                                                       |                                               |                                                        |                                                        |
|                                                 |                                                 |                                 |                                 | | |                                                                |                                                                   |                                                                            |                                                                            |                                                                           |                                         | | | | |                                                                          | | |                                                                     |                                                                                         | | |                                                                                              |                                                                                              | | | Alidosio, I conte di Cunio *? †1385 ?                                        |                                                 |                                               |                                                                       |                                                                       |                                               |                                                        |                                                        |
|                                                 |                                                 |                                 |                                 | | |                                                                |                                                                   |                                                                            |                                                                            |                                                                           |                                         | | | | |                                                                          | | |                                                                     |                                                                                         | | |                                                                                              |                                                                                              | | |                                                                              |                                                 |                                               |                                                                       |                                                                       |                                               |                                                        |                                                        |
|                                                 |                                                 |                                 |                                 | | |                                                                |                                                                   |                                                                            |                                                                            |                                                                           |                                         | | | | |                                                                          | | |                                                                     |                                                                                         | | |                                                                                              |                                                                                              | | |                                                                              |                                                 |                                               |                                                                       |                                                                       |                                               |                                                        |                                                        |
|                                                 |                                                 |                                 |                                 | | |                                                                |                                                                   |                                                                            |                                                                            |                                                                           |                                         | | | | |                                                                          | | |                                                                     |                                                                                         | | |                                                                                              |                                                                                              | | Alberico il Grande, I conte di Conversano *1349 †1409 Beatrice da Polenta                          | Alberico il Grande, I conte di Conversano *1349 †1409 Beatrice da Polenta    | Francesco *? †?                                 | Francesco *? †?                               |                                                                       |                                                                       |                                               |                                                        |                                                        |
|                                                 |                                                 |                                 |                                 | | |                                                                |                                                                   |                                                                            |                                                                            |                                                                           |                                         | | | | |                                                                          | | |                                                                     |                                                                                         | | |                                                                                              |                                                                                              | | |                                                                              |                                                 |                                               |                                                                       |                                                                       |                                               |                                                        |                                                        |
|                                                 |                                                 |                                 |                                 | | |                                                                |                                                                   |                                                                            |                                                                            |                                                                           |                                         | | | | |                                                                          | | |                                                                     |                                                                                         | | |                                                                                              |                                                                                              | | |                                                                              |                                                 |                                               |                                                                       |                                                                       |                                               |                                                        |                                                        |
|                                                 |                                                 |                                 |                                 | | |                                                                |                                                                   |                                                                            |                                                                            |                                                                           |                                         | | | | |                                                                          | | |                                                                     |                                                                                         | | |                                                                                              | Lodovico, I conte di Lugo *? †1419 Isabella Manfredi                                         | Lodovico, I conte di Lugo *? †1419 Isabella Manfredi                                               | Manfredo, II conte di Conversano *? †1451 1.Anna Bevilacqua 2.Antonia Sforza                       | Manfredo, II conte di Conversano *? †1451 1.Anna Bevilacqua 2.Antonia Sforza | Antonia *? †? Almerico Manfredi                 | Antonia *? †? Almerico Manfredi               |                                                                       |                                                                       |                                               |                                                        |                                                        |
|                                                 |                                                 |                                 |                                 | | |                                                                |                                                                   |                                                                            |                                                                            |                                                                           |                                         | | | | |                                                                          | | |                                                                     |                                                                                         | | |                                                                                              |                                                                                              | | |                                                                              |                                                 |                                               |                                                                       |                                                                       |                                               |                                                        |                                                        |
|                                                 |                                                 |                                 |                                 | | |                                                                |                                                                   |                                                                            |                                                                            |                                                                           |                                         | | | | |                                                                          | | |                                                                     |                                                                                         | | |                                                                                              |                                                                                              | | |                                                                              |                                                 |                                               |                                                                       |                                                                       |                                               |                                                        |                                                        |
|                                                 |                                                 |                                 |                                 | | |                                                                |                                                                   |                                                                            |                                                                            |                                                                           |                                         | | | | |                                                                          | | |                                                                     |                                                                                         | | |                                                                                              | Alberico, II conte di Lugo *? †1440 Antonia Manfredi                                         | | |                                                                              |                                                 |                                               |                                                                       |                                                                       |                                               |                                                        |                                                        |
|                                                 |                                                 |                                 |                                 | | |                                                                |                                                                   |                                                                            |                                                                            |                                                                           |                                         | | | | |                                                                          | | |                                                                     |                                                                                         | | |                                                                                              |                                                                                              | | |                                                                              |                                                 |                                               |                                                                       |                                                                       |                                               |                                                        |                                                        |
|                                                 |                                                 |                                 |                                 | | |                                                                |                                                                   |                                                                            |                                                                            |                                                                           |                                         | | | | |                                                                          | | |                                                                     |                                                                                         | | |                                                                                              |                                                                                              | | |                                                                              |                                                 |                                               |                                                                       |                                                                       |                                               |                                                        |                                                        |
|                                                 |                                                 |                                 |                                 | | |                                                                |                                                                   |                                                                            |                                                                            |                                                                           |                                         | | | | |                                                                          | | |                                                                     |                                                                                         | | |                                                                                              | Ludovico, III conte di Lugo *1409 †1471 Fiorbellina Casati                                   | | |                                                                              |                                                 |                                               |                                                                       |                                                                       |                                               |                                                        |                                                        |
|                                                 |                                                 |                                 |                                 | | |                                                                |                                                                   |                                                                            |                                                                            |                                                                           |                                         | | | | |                                                                          | | |                                                                     |                                                                                         | | |                                                                                              |                                                                                              | | |                                                                              |                                                 |                                               |                                                                       |                                                                       |                                               |                                                        |                                                        |
|                                                 |                                                 |                                 |                                 | | |                                                                |                                                                   |                                                                            |                                                                            |                                                                           |                                         | | | | |                                                                          | | |                                                                     |                                                                                         | | |                                                                                              |                                                                                              | | |                                                                              |                                                 |                                               |                                                                       |                                                                       |                                               |                                                        |                                                        |
|                                                 |                                                 |                                 |                                 | | |                                                                |                                                                   |                                                                            |                                                                            |                                                                           |                                         | | | | |                                                                          | | |                                                                     |                                                                                         | | | Carlo, I conte di Belgioioso *1458/1459 †1524 Caterina Visconti                              | Carlo, I conte di Belgioioso *1458/1459 †1524 Caterina Visconti                              | Alberico *? †1485 1.Polissena Rangoni 2.Maria Brancaccio senza eredi                               | Alberico *? †1485 1.Polissena Rangoni 2.Maria Brancaccio senza eredi                               |                                                                              |                                                 |                                               |                                                                       |                                                                       |                                               |                                                        |                                                        |
|                                                 |                                                 |                                 |                                 | | |                                                                |                                                                   |                                                                            |                                                                            |                                                                           |                                         | | | | |                                                                          | | |                                                                     |                                                                                         | | |                                                                                              |                                                                                              | | |                                                                              |                                                 |                                               |                                                                       |                                                                       |                                               |                                                        |                                                        |
|                                                 |                                                 |                                 |                                 | | |                                                                |                                                                   |                                                                            |                                                                            |                                                                           |                                         | | | | |                                                                          | | |                                                                     |                                                                                         | | |                                                                                              |                                                                                              | | |                                                                              |                                                 |                                               |                                                                       |                                                                       |                                               |                                                        |                                                        |
|                                                 |                                                 |                                 |                                 | | |                                                                |                                                                   |                                                                            |                                                                            |                                                                           |                                         | | | | |                                                                          | | |                                                                     | Antonia Fiorbellina *1485 †? 1.Alessandro Visconti Aicardi 2.Girolamo Teodoro Trivulzio | Antonia Fiorbellina *1485 †? 1.Alessandro Visconti Aicardi 2.Girolamo Teodoro Trivulzio             | Lucrezia *1486 †? Lodovico Mauruzi, conte di Tolentino                                              | Lucrezia *1486 †? Lodovico Mauruzi, conte di Tolentino                                       | Pierfrancesco, II conte di Belgioioso *1489 †1546 Paola Torelli d'Aragona Visconti           | Pierfrancesco, II conte di Belgioioso *1489 †1546 Paola Torelli d'Aragona Visconti                 | Barbara Margherita *1492 †? Alessandro I Sforza, III conte di Borgonovo                            | Barbara Margherita *1492 †? Alessandro I Sforza, III conte di Borgonovo      |                                                 |                                               |                                                                       |                                                                       |                                               |                                                        |                                                        |
|                                                 |                                                 |                                 |                                 | | |                                                                |                                                                   |                                                                            |                                                                            |                                                                           |                                         | | | | |                                                                          | | |                                                                     |                                                                                         | | |                                                                                              |                                                                                              | | |                                                                              |                                                 |                                               |                                                                       |                                                                       |                                               |                                                        |                                                        |
|                                                 |                                                 |                                 |                                 | | |                                                                |                                                                   |                                                                            |                                                                            |                                                                           |                                         | | | | |                                                                          | | |                                                                     |                                                                                         | | |                                                                                              |                                                                                              | | |                                                                              |                                                 |                                               |                                                                       |                                                                       |                                               |                                                        |                                                        |
|                                                 |                                                 |                                 |                                 | | |                                                                |                                                                   |                                                                            |                                                                            |                                                                           |                                         | | | | |                                                                          | | |                                                                     |                                                                                         | | Ludovico, III conte di Belgioioso *1530 †1590 Barbara Trivulzio                                     | Ludovico, III conte di Belgioioso *1530 †1590 Barbara Trivulzio                              | Carlo *? †1571 1.Lucia Pallavicino 2.Ippolita Visconti                                       | Carlo *? †1571 1.Lucia Pallavicino 2.Ippolita Visconti                                             | Ippolita *? †1571 Battista Visconti, consignore di Somma                                           | Ippolita *? †1571 Battista Visconti, consignore di Somma                     |                                                 |                                               |                                                                       |                                                                       |                                               |                                                        |                                                        |
|                                                 |                                                 |                                 |                                 | | |                                                                |                                                                   |                                                                            |                                                                            |                                                                           |                                         | | | | |                                                                          | | |                                                                     |                                                                                         | | |                                                                                              |                                                                                              | | |                                                                              |                                                 |                                               |                                                                       |                                                                       |                                               |                                                        |                                                        |
|                                                 |                                                 |                                 |                                 | | |                                                                |                                                                   |                                                                            |                                                                            |                                                                           |                                         | | | | |                                                                          | | |                                                                     |                                                                                         | | |                                                                                              |                                                                                              | | |                                                                              |                                                 |                                               |                                                                       |                                                                       |                                               |                                                        |                                                        |
|                                                 |                                                 |                                 |                                 | | |                                                                |                                                                   |                                                                            |                                                                            |                                                                           |                                         | | | Alberico, IV conte di Belgioioso *1590 †1621 1.Ippolita Borromeo 2.Giulia Affaitati *.?                  | Alberico, IV conte di Belgioioso *1590 †1621 1.Ippolita Borromeo 2.Giulia Affaitati *.?                  |                                                                          | | |                                                                     |                                                                                         | | Livia *? †? Gerolamo Moroni, conte di Ponte Curone                                                  | Livia *? †? Gerolamo Moroni, conte di Ponte Curone                                           |                                                                                              | | |                                                                              |                                                 |                                               | BARBIANO BOCCARDI QUARTERIO Galeotto *1570 †1626 Elisabetta Quarterio | BARBIANO BOCCARDI QUARTERIO Galeotto *1570 †1626 Elisabetta Quarterio |                                               |                                                        |                                                        |
|                                                 |                                                 |                                 |                                 | | |                                                                |                                                                   |                                                                            |                                                                            |                                                                           |                                         | | | | |                                                                          | | |                                                                     |                                                                                         | | |                                                                                              |                                                                                              | | |                                                                              |                                                 |                                               |                                                                       |                                                                       |                                               |                                                        |                                                        |
|                                                 |                                                 |                                 |                                 | | |                                                                |                                                                   |                                                                            |                                                                            |                                                                           |                                         | | | | |                                                                          | | |                                                                     |                                                                                         | | |                                                                                              |                                                                                              | | |                                                                              |                                                 |                                               |                                                                       |                                                                       |                                               |                                                        |                                                        |
| 1.Carlo *1583 †1603 Isabella d'Adda senza eredi | 1.Carlo *1583 †1603 Isabella d'Adda senza eredi | 1.Giovanni Battista *? †infante | 1.Giovanni Battista *? †infante | 1.Paola *? †1655 1.Giovanni Arcimboldi, conte di Candia 2.Gerolamo Talenti Fiorenza, marchese di Conturbia | 1.Paola *? †1655 1.Giovanni Arcimboldi, conte di Candia 2.Gerolamo Talenti Fiorenza, marchese di Conturbia | 1.Barbara *? †? Paolo Simonetta, I conte di Torricella         | 1.Barbara *? †? Paolo Simonetta, I conte di Torricella            | 2.Costanza *1606 †1688 monaca del monastero di Santa Barbara in Milano     | 2.Costanza *1606 †1688 monaca del monastero di Santa Barbara in Milano     | 2.Ippolita *1607 †1621                                                    | 2.Ippolita *1607 †1621                  | 2.Carlo, V conte di Belgioioso *1608 †1656 Francesca Malombra                                        | 2.Carlo, V conte di Belgioioso *1608 †1656 Francesca Malombra                                        | 2.Pietro Francesco *? †1692 Francesca Malombra senza eredi                                               | 2.Pietro Francesco *? †1692 Francesca Malombra senza eredi                                               | 2.Livia *1612 †1621                                                      | 2.Livia *1612 †1621                                                                                 | 2.Caterina *1613 †1621                                                                              | 2.Caterina *1613 †1621                                              | 2.Giovanni Giacomo *1615 †1676 gesuita                                                  | 2.Giovanni Giacomo *1615 †1676 gesuita                                                              | 2.Antonia *1618 †1621                                                                               | 2.Antonia *1618 †1621                                                                        | 2.Agnese *1619 †1621                                                                         | 2.Agnese *1619 †1621                                                                               | 2.Isabella *1620 †1621                                                                             | 2.Isabella *1620 †1621                                                       | *.Ludovico *? †1621 chierico regolare somasco   | *.Ludovico *? †1621 chierico regolare somasco | · Linea fiorente oggi                                                 | · Linea fiorente oggi                                                 |                                               |                                                        |                                                        |
|                                                 |                                                 |                                 |                                 | | |                                                                |                                                                   |                                                                            |                                                                            |                                                                           |                                         | | | | |                                                                          | | |                                                                     |                                                                                         | | |                                                                                              |                                                                                              | | |                                                                              |                                                 |                                               |                                                                       |                                                                       |                                               |                                                        |                                                        |
|                                                 |                                                 |                                 |                                 | | |                                                                |                                                                   |                                                                            |                                                                            |                                                                           |                                         | | | | |                                                                          | | |                                                                     |                                                                                         | | |                                                                                              |                                                                                              | | |                                                                              |                                                 |                                               |                                                                       |                                                                       |                                               |                                                        |                                                        |
|                                                 |                                                 |                                 |                                 | | |                                                                | Alberico, VI conte di Belgioioso *1631 †1693 Maria Landriani      | Alberico, VI conte di Belgioioso *1631 †1693 Maria Landriani               | Paolo *1632 †1670 senza eredi                                              | Paolo *1632 †1670 senza eredi                                             | Giulia Maria *1634 †?                   | Giulia Maria *1634 †?                                                                                | Bianca *1635 †?                                                                                      | Bianca *1635 †?                                                                                          | Ludovico *1636 †1712 sacerdote                                                                           | Ludovico *1636 †1712 sacerdote                                           | Giovanni, VII conte di Belgioioso *1638 †1715 1.Beatrice Pallavicino 2.Isabella von Wolkenstein     | Giovanni, VII conte di Belgioioso *1638 †1715 1.Beatrice Pallavicino 2.Isabella von Wolkenstein     |                                                                     |                                                                                         | | |                                                                                              |                                                                                              | | |                                                                              |                                                 |                                               |                                                                       |                                                                       |                                               |                                                        |                                                        |
|                                                 |                                                 |                                 |                                 | | |                                                                |                                                                   |                                                                            |                                                                            |                                                                           |                                         | | | | |                                                                          | | |                                                                     |                                                                                         | | |                                                                                              |                                                                                              | | |                                                                              |                                                 |                                               |                                                                       |                                                                       |                                               |                                                        |                                                        |
|                                                 |                                                 |                                 |                                 | | |                                                                |                                                                   |                                                                            |                                                                            |                                                                           |                                         | | | | |                                                                          | | |                                                                     |                                                                                         | | |                                                                                              |                                                                                              | | |                                                                              |                                                 |                                               |                                                                       |                                                                       |                                               |                                                        |                                                        |
|                                                 |                                                 |                                 |                                 | | Ludovico *1662 †1670                                                                                       | Ludovico *1662 †1670                                           | Francesca *1664 †1715 Giuseppe Simonetta, III conte di Torricella | Francesca *1664 †1715 Giuseppe Simonetta, III conte di Torricella          | Giulia *1671 †1715 Carlo Archinto, II marchese di Parona                   | Giulia *1671 †1715 Carlo Archinto, II marchese di Parona                  |                                         | 1.Anna *1683 †? monaca nel monastero di Sant'Agostino Nero                                           | 1.Anna *1683 †? monaca nel monastero di Sant'Agostino Nero                                           | 2.Francesca *1686 †1758 1.Cesare Taverna, VI conte di Landriano 2.Carlo Alfonso Corio, conte di Robbiate | 2.Francesca *1686 †1758 1.Cesare Taverna, VI conte di Landriano 2.Carlo Alfonso Corio, conte di Robbiate | 2.Antonia *1689 †1760 monaca nel monastero di Sant'Agostino Nero         | 2.Antonia *1689 †1760 monaca nel monastero di Sant'Agostino Nero                                    | 2.Margherita *1691 †1754 monaca nel monastero di Sant'Agostino Nero                                 | 2.Margherita *1691 †1754 monaca nel monastero di Sant'Agostino Nero | 2.Antonio, I principe di Belgioioso *1693 †1779 Barbara Luigia d'Adda                   | 2.Antonio, I principe di Belgioioso *1693 †1779 Barbara Luigia d'Adda                               | 2.Carlo *1695 †1777 colonnello senza eredi                                                          | 2.Carlo *1695 †1777 colonnello senza eredi                                                   |                                                                                              | | |                                                                              |                                                 |                                               |                                                                       |                                                                       |                                               |                                                        |                                                        |
|                                                 |                                                 |                                 |                                 | | |                                                                |                                                                   |                                                                            |                                                                            |                                                                           |                                         | | | | |                                                                          | | |                                                                     |                                                                                         | | |                                                                                              |                                                                                              | | |                                                                              |                                                 |                                               |                                                                       |                                                                       |                                               |                                                        |                                                        |
|                                                 |                                                 |                                 |                                 | | |                                                                |                                                                   |                                                                            |                                                                            |                                                                           |                                         | | | | |                                                                          | | |                                                                     |                                                                                         | | |                                                                                              |                                                                                              | | |                                                                              |                                                 |                                               |                                                                       |                                                                       |                                               |                                                        |                                                        |
|                                                 |                                                 |                                 |                                 | | |                                                                |                                                                   |                                                                            |                                                                            |                                                                           |                                         | | | | ?(femmina) */†1723                                                                                       | ?(femmina) */†1723                                                       | BARBIANO DI BELGIOIOSO D'ESTE Alberico, II principe di Belgioioso *1727 †1813 Anna Ricciarda d'Este | BARBIANO DI BELGIOIOSO D'ESTE Alberico, II principe di Belgioioso *1727 †1813 Anna Ricciarda d'Este | Ludovico *1728 †1801 generale                                       | Ludovico *1728 †1801 generale                                                           | Giuseppe Maria *1729 †1737                                                                          | Giuseppe Maria *1729 †1737                                                                          | Giovanni Maria *1729 †1731                                                                   | Giovanni Maria *1729 †1731                                                                   | Antonia *1730 †1773 Antonio Giovanni Battista Dati della Somaglia, X conte e barone della Somaglia | Antonia *1730 †1773 Antonio Giovanni Battista Dati della Somaglia, X conte e barone della Somaglia |                                                                              |                                                 |                                               |                                                                       |                                                                       |                                               |                                                        |                                                        |
|                                                 |                                                 |                                 |                                 | | |                                                                |                                                                   |                                                                            |                                                                            |                                                                           |                                         | | | | |                                                                          | | |                                                                     |                                                                                         | | |                                                                                              |                                                                                              | | |                                                                              |                                                 |                                               |                                                                       |                                                                       |                                               |                                                        |                                                        |
|                                                 |                                                 |                                 |                                 | | |                                                                |                                                                   |                                                                            |                                                                            |                                                                           |                                         | | | | |                                                                          | | |                                                                     |                                                                                         | | |                                                                                              |                                                                                              | | |                                                                              |                                                 |                                               |                                                                       |                                                                       |                                               |                                                        |                                                        |
|                                                 |                                                 |                                 |                                 | | | Barbara *1759 †1833 Antonio Litta Visconti Arese, I duca Litta | Barbara *1759 †1833 Antonio Litta Visconti Arese, I duca Litta    | Rinaldo Alberico, III principe di Belgioioso *1760 †1823 Giovanna Mellerio | Rinaldo Alberico, III principe di Belgioioso *1760 †1823 Giovanna Mellerio |                                                                           |                                         | Maria Beatrice *1763 †1782 Giuseppe Alfonso dal Pozzo della Cisterna, IV principe di Cisterna d'Asti | Maria Beatrice *1763 †1782 Giuseppe Alfonso dal Pozzo della Cisterna, IV principe di Cisterna d'Asti | | |                                                                          | Francesco Ludovico *1767 †1805 Amalia Canziani                                                      | Francesco Ludovico *1767 †1805 Amalia Canziani                                                      |                                                                     |                                                                                         | | |                                                                                              |                                                                                              | | |                                                                              | Ercole *1771 †1847 Carolina Pessina             | Ercole *1771 †1847 Carolina Pessina           |                                                                       |                                                                       |                                               |                                                        |                                                        |
|                                                 |                                                 |                                 |                                 | | |                                                                |                                                                   |                                                                            |                                                                            |                                                                           |                                         | | | | |                                                                          | | |                                                                     |                                                                                         | | |                                                                                              |                                                                                              | | |                                                                              |                                                 |                                               |                                                                       |                                                                       |                                               |                                                        |                                                        |
|                                                 |                                                 |                                 |                                 | | |                                                                |                                                                   |                                                                            |                                                                            |                                                                           |                                         | | | | |                                                                          | | |                                                                     |                                                                                         | | |                                                                                              |                                                                                              | | |                                                                              |                                                 |                                               |                                                                       |                                                                       |                                               |                                                        |                                                        |
|                                                 |                                                 |                                 |                                 | | Carlo Rinaldo *1792 †1793                                                                                  | Carlo Rinaldo *1792 †1793                                      | Beatrice *1794 †1871 Giorgio Giulini della Porta                  | Beatrice *1794 †1871 Giorgio Giulini della Porta                           | Luigia *1795 †1817 Massimiliano VI Giuseppe Stampa, X marchese di Soncino  | Luigia *1795 †1817 Massimiliano VI Giuseppe Stampa, X marchese di Soncino | Carolina *1797 †1872 Carlo Melzi d'Eryl | Carolina *1797 †1872 Carlo Melzi d'Eryl                                                              | Emilio, IV principe di Belgioioso *1800 †1858 Cristina Trivulzio                                     | Emilio, IV principe di Belgioioso *1800 †1858 Cristina Trivulzio                                         | | Luigi Alidosio, V principe di Belgioioso *1801 †1862 Antonietta Visconti | Luigi Alidosio, V principe di Belgioioso *1801 †1862 Antonietta Visconti                            | |                                                                     |                                                                                         | Antonio Alberico, VI principe di Belgioioso *1804 †1882 Matilde Gradi                               | Antonio Alberico, VI principe di Belgioioso *1804 †1882 Matilde Gradi                               | Pompeo *1800 †1875 senza eredi                                                               | Pompeo *1800 †1875 senza eredi                                                               | Rinaldo *1801 †1849 senza eredi                                                                    | Rinaldo *1801 †1849 senza eredi                                                                    | Ricciarda *1802 †1879 conte Bernardo Ceccopieri                              | Ricciarda *1802 †1879 conte Bernardo Ceccopieri | Lucrezia *1803 †1870 Francesco Marini         | Lucrezia *1803 †1870 Francesco Marini                                 | Berengario *1810 †1867 Amalia Bertuzzi                                | Berengario *1810 †1867 Amalia Bertuzzi        | Ludovico *1814 †1880 Amalia Rigamonti                  | Ludovico *1814 †1880 Amalia Rigamonti                  |
|                                                 |                                                 |                                 |                                 | | |                                                                |                                                                   |                                                                            |                                                                            |                                                                           |                                         | | | | |                                                                          | | |                                                                     |                                                                                         | | |                                                                                              |                                                                                              | | |                                                                              |                                                 |                                               |                                                                       |                                                                       |                                               |                                                        |                                                        |
|                                                 |                                                 |                                 |                                 | | |                                                                |                                                                   |                                                                            |                                                                            |                                                                           |                                         | | | | |                                                                          | | |                                                                     |                                                                                         | | |                                                                                              |                                                                                              | | |                                                                              |                                                 |                                               |                                                                       |                                                                       |                                               |                                                        |                                                        |
|                                                 |                                                 |                                 |                                 | | |                                                                |                                                                   |                                                                            |                                                                            |                                                                           |                                         | | Maria *1838 †1913 Ludovico Trotti Bentivoglio, marchese di Fresonara                                 | Maria *1838 †1913 Ludovico Trotti Bentivoglio, marchese di Fresonara                                     | Luigi *1837 †1859 senza eredi                                                                            | Luigi *1837 †1859 senza eredi                                            | Amalia Giulia *1844 †1923 Giangiacomo Trivulzio, I principe di Musocco                              | Amalia Giulia *1844 †1923 Giangiacomo Trivulzio, I principe di Musocco                              | Amalia *1850 †1930 Luca Pertusati, conte di Castelferro             | Amalia *1850 †1930 Luca Pertusati, conte di Castelferro                                 | Emilio, VII principe di Belgioioso *1855 †1944 Madeleine Desmanet de Biesme estinzione della casata | Emilio, VII principe di Belgioioso *1855 †1944 Madeleine Desmanet de Biesme estinzione della casata | Francesca Antonietta Matilde Maria Fanny *1858 †1939 Gaetano Barbò, VII conte di Casalmorano | Francesca Antonietta Matilde Maria Fanny *1858 †1939 Gaetano Barbò, VII conte di Casalmorano | | |                                                                              |                                                 |                                               |                                                                       | Ercole *1849 †1924 Caterina Coppa senza eredi                         | Ercole *1849 †1924 Caterina Coppa senza eredi | Beatrice *1872 †1956 Emanuele Greppi, conte di Bussero | Beatrice *1872 †1956 Emanuele Greppi, conte di Bussero |